# 西屯路

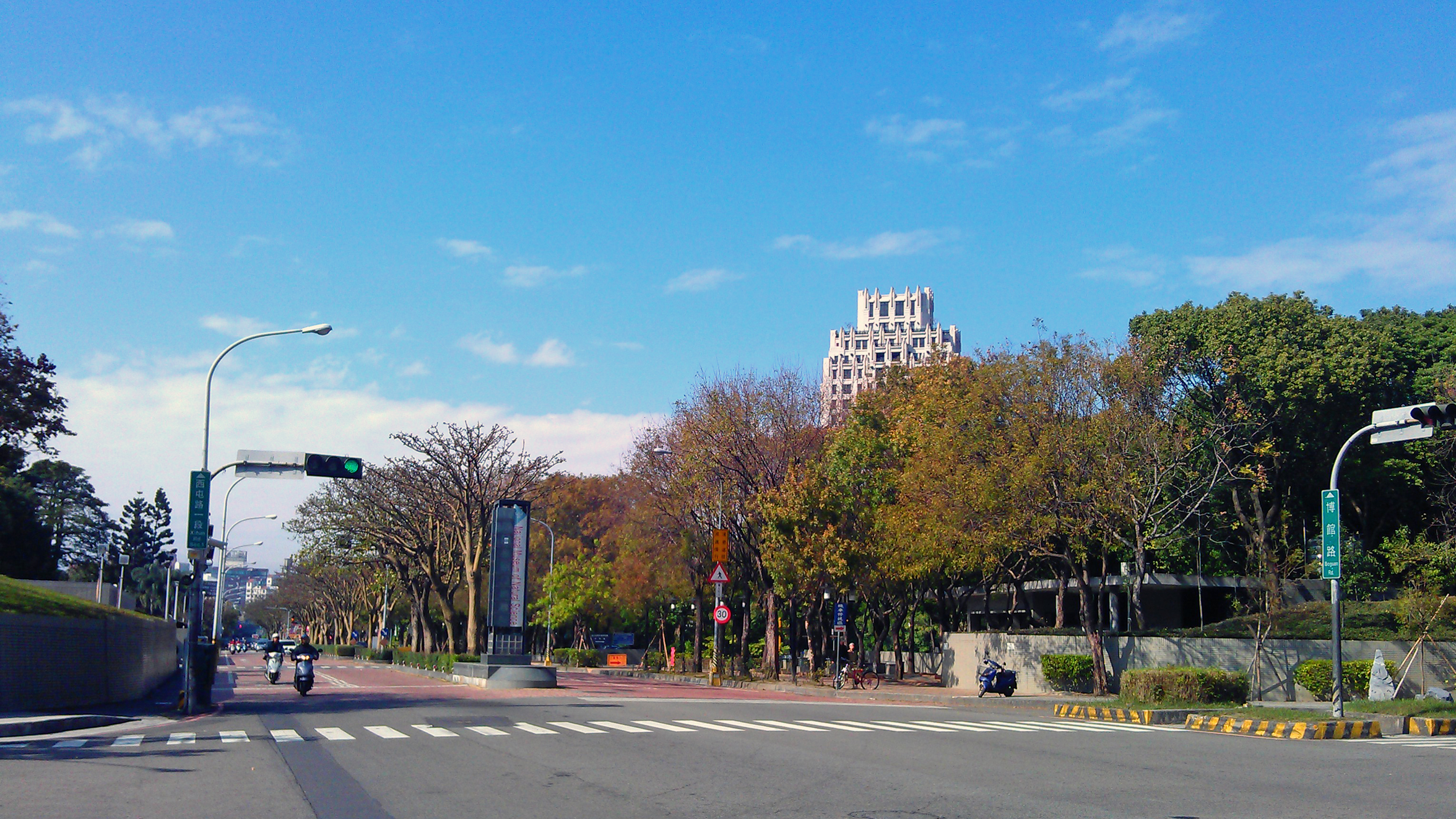
西屯路一段科博館路段

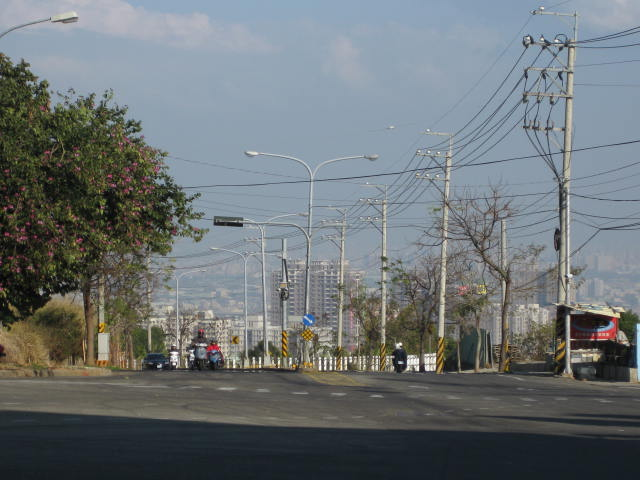
西屯路三段，遠方天際線即台中都會區

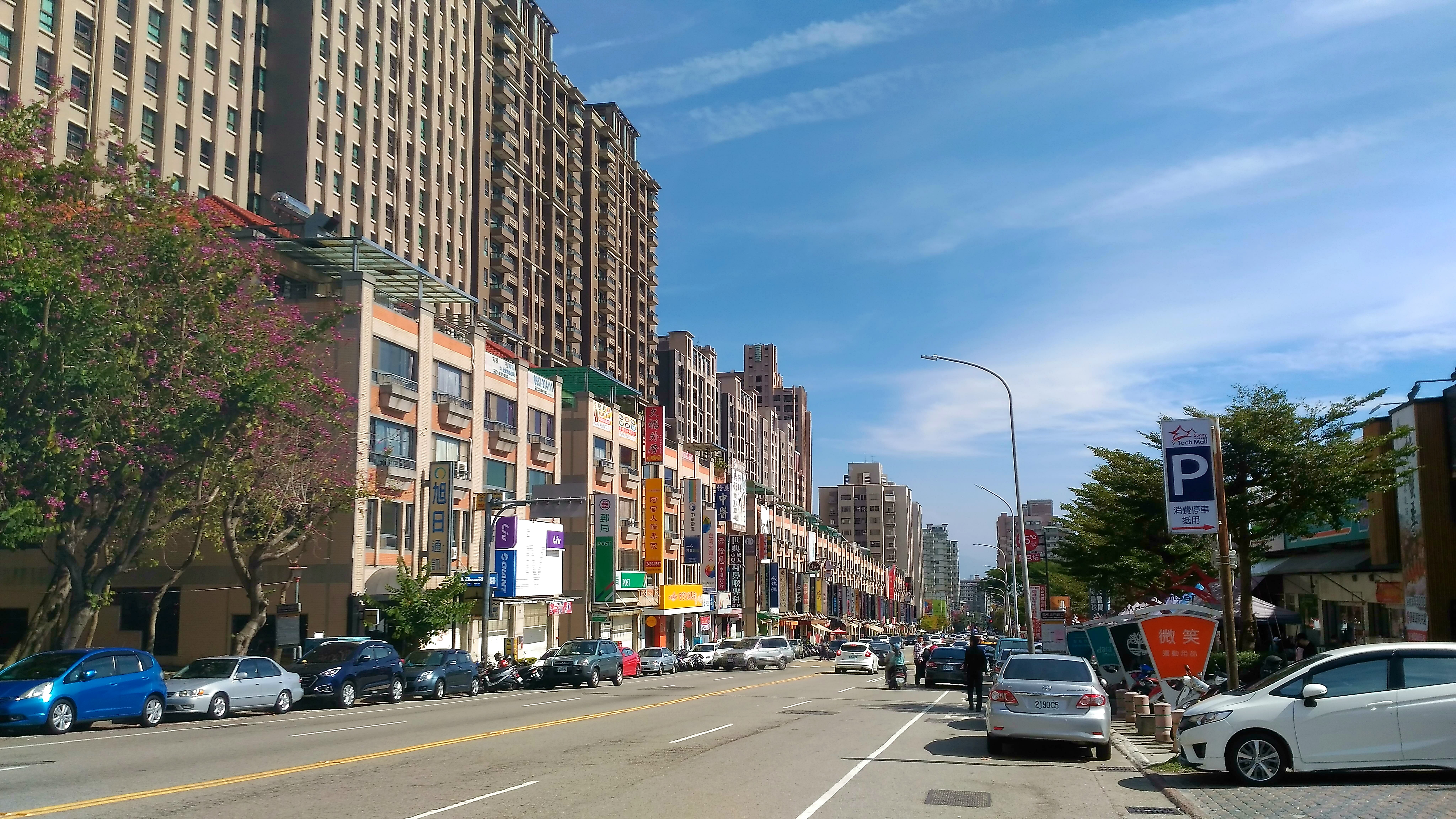
西屯路三段上的中科商圈

西屯路為臺灣臺中市的重要道路，大致呈東南—西北向，共有四段，東於五權路口接成功路可至臺中車站，終點抵龍井區向上路六段路口。本道路為臺中市中心連結臺中都會公園、逢甲商圈、中科商圈、中部科學園區台中基地、國道三號龍井交流道等地。

## 歷史
西屯路的歷史悠久，在1904年繪製的臺灣堡圖就已經可以看出現今的西屯路，亦是早期台中市區來往西屯地區的重要道路。也由於道路歷史悠久因此路面不夠寬、往來車流量又大，而在路不寬的情況下開放路邊停車，違停車輛又多，且道路鋪設極為不平坦，使得西屯路二段沿線塞車嚴重日漸惡化。
- 2023年1月6日，龍井區中興路及興建中的中科西南向聯外道路併入西屯路，整編為西屯路四段。8月4日，西屯路四段（中科西南向聯外道路）通車。

## 行經行政區域
（由東至西）
- 西區
- 北區
- 西屯區
- 沙鹿區
- 龍井區

## 本道路客運
臺中市公車
| 編號  | 業者                         | 路線                                               | 行駛區間                      |
| ----- | ---------------------------- | -------------------------------------------------- | ----------------------------- |
| 11    | 統聯客運、台中客運、豐原客運 | 台中車站－科博館－台中車站（台灣好行時尚程中城線） | 健行路－英才路                |
| 18    | 統聯客運                     | 大智中興路口－朝馬轉運站                           | 健行路－漢口路                |
| 25    | 中台灣客運                   | 忠信國小－僑光科技大學                             | 民權路－逢甲路                |
| 29    | 台中客運                     | 臺中監獄－第一廣場－臺中監獄                       | 弘孝路－逢甲路                |
| 35    | 台中客運                     | 文修停車場－南區公所                               | 健行路－逢甲路                |
| 37    | 中台灣客運                   | 橫山－高鐵臺中站                                   | 民權路－逢甲路 黎明路－安林路 |
| 45    | 中鹿客運                     | 中科管理局－第一廣場－中科管理局                   | 民權路－逢甲路 黎明路－玉門路 |
| 72    | 台中客運                     | 嶺東科技大學－慈濟醫院                             | 健行路－漢口路                |
| 220   | 豐原客運                     | 豐原轉運中心－社口－臺中榮總                       | 福康路－福林路                |
| 220繞 | 豐原客運                     | 豐原轉運中心－大華國中－臺中榮總                   | 福林路－福康路                |
| 354   | 四方客運                     | 台中榮總（東大路）－僑光科技大學                   | 福林路－福康路                |
| 359   | 捷順交通                     | 東海別墅－捷運大安森林公園站                       | 玉門路－福林路                |
| 658   | 中台灣客運                   | 大安濱海樂園－惠文高中(惠中路)                     | 向上路－台灣大道              |
| 658   | 中台灣客運                   | 大安濱海樂園－海墘國小－惠文高中(惠中路)           | 向上路－台灣大道              |
| 1852  | 國光客運                     | 板橋－國道3號－台中                                | 向上路－台灣大道              |

## 分段
- 一段：五權路─華美西街
- 二段：華美西街─光明路
- 三段：光明路─都會園路
- 四段：都會園路─向上路（中科西南向聯外道路）

## 車道配置
- 五權路─民權路：雙向二車道
- 民權路─博館路：雙向四車道
- 博館路─健行路：雙向二車道，設置中央安全島〈此路段為配合國立自然科學博物館造景而設置中央綠化安全島，但路寬不變。〉
- 健行路─黎明路：雙向二車道
- 黎明路─安和路：雙向二車道，並配置雙向慢車道
- 安和路─東大路：雙向四車道
- 東大路─都會園路：雙向四車道，設置中央安全島
- 都會園路—都會南街：雙向六車道，快車道四車道、慢車道二車道
- 都會南街─中埠路：雙向八車道，快車道四車道、慢車道四車道
- 中埠路─向上路：雙向六車道

## 沿線設施
（由東至西）
| |  |
| 五權路、成功路 西屯路一段 梅川東路 梅川 梅川西路 民權路 英才路 - 國立自然科學博物館 - 國立自然科學博物館植物園 健行路 - 臺中市立忠明高級中學 忠明路 麻園頭溪 西屯路二段 太原路一段 漢口路二段 - 重慶公園 文心路三段 - 台中捷運綠線文心櫻花站 惠來路三段 石牌溪 河南路二段 - 逢甲商圈 潮洋溪 - 臺中市西屯區西屯國民小學 - 西屯老街 黎明路三段 西屯路三段 - 臺中市政府警察局第六分局西屯派出所 - 臺中市第十二期市地重劃區 - 台中萬楓酒店 環中路二段 西屯三交流道 筏子溪 安和路 - 臺中市西屯區永安國民小學 福雅路 - 中科商圈（商圈內的中科購物廣場已拆除） - 臺中市立福科國民中學 - 中華郵政台中永安郵局 - 國安國宅 - 臺中榮民總醫院宿舍 東大路 - 臺中市私立宜寧高級中學 - 西屯區第14公墓、魯青公墓 都會園路、 遊園北路 西屯路四段 - 東海藝術商圈 臺灣大道 - 臺中市政府消防局第四大隊犁份消防分隊 向上路 龍井交流道 |  |